# Memento mori (Depeche Mode)
Memento mori è il quindicesimo album in studio del gruppo musicale britannico Depeche Mode, pubblicato il 24 marzo 2023 dalla Columbia Records.
Si tratta del primo album realizzato sotto forma di duo composto dai soli Dave Gahan e Martin Gore dopo la morte di Andrew Fletcher.

## Antefatti
Il 26 maggio 2022 Fletcher è morto inaspettatamente a causa di una dissecazione aortica. Sebbene la lavorazione dei brani atti a comporre il quindicesimo album fosse iniziata prima della sua scomparsa, Gahan ha dichiarato che Fletcher non ha partecipato alle registrazioni delle tracce. Nel mese di agosto è stata diffusa una foto di Gore e Gahan in studio, indicando che erano al lavoro sul nuovo materiale. Riguardo al processo di composizione, Gore ha spiegato:

## Descrizione
L'album si compone di dodici brani in gran parte scritti da Gore, mentre Gahan si è occupato della stesura di tre pezzi. Per la prima volta in carriera Gore si è inoltre rivolto a un artista esterno per la realizzazione di alcuni brani, nello specifico Richard Butler degli Psychedelic Furs: i due sono entrati in contatto nell'aprile 2020, scrivendo un totale di sette brani (uno successivamente scartato) con l'intenzione iniziale di includerli per un progetto parallelo, per poi trasformarli in veri e propri brani per i Depeche Mode. Quattro di essi sono stati poi scelti per la lista tracce finale: Ghosts Again, Don't Say You Love Me, My Favourite Stranger e Caroline's Monkey.

## Promozione

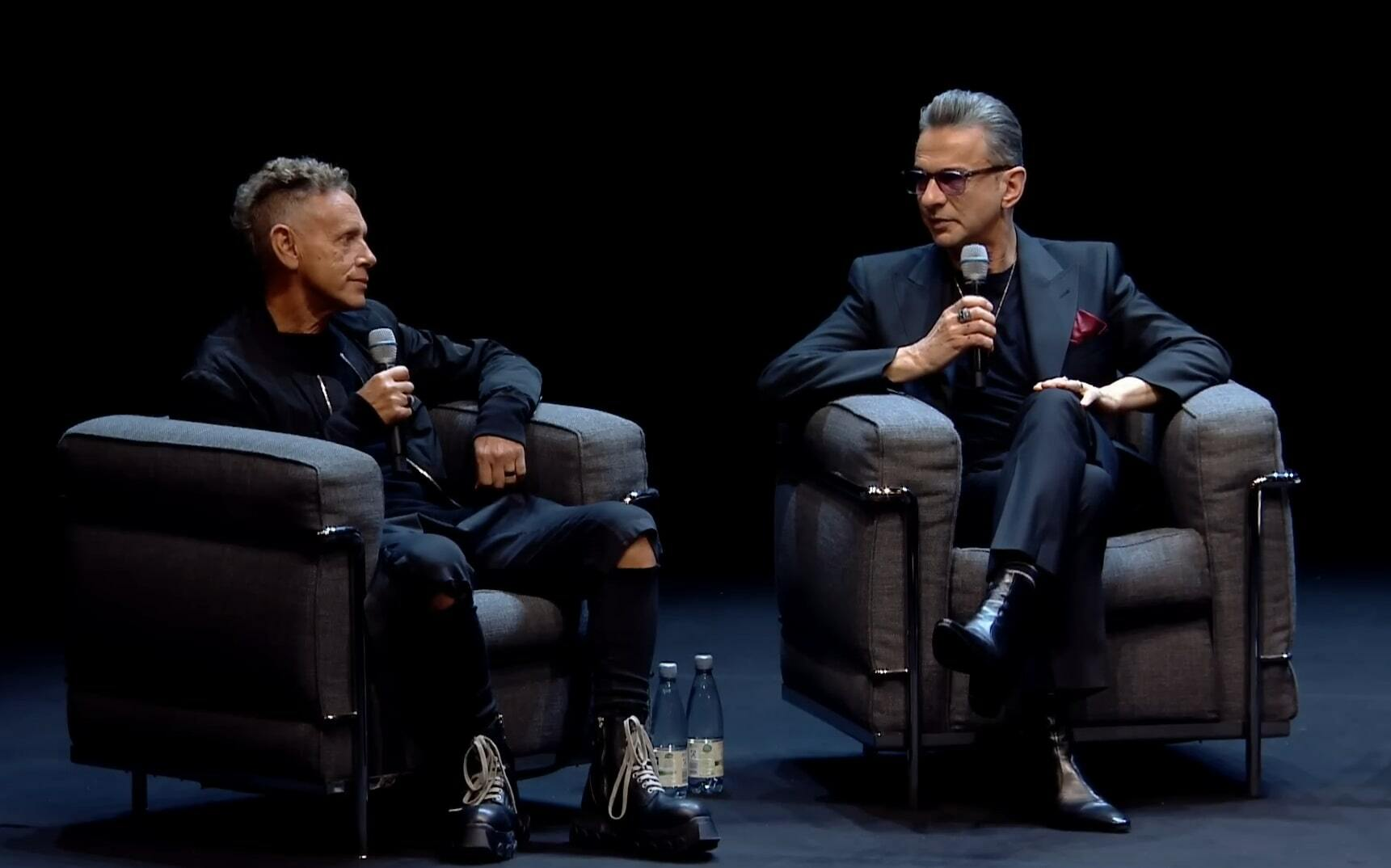
I Depeche Mode durante la conferenza stampa a Berlino in cui hanno presentato Memento mori

Il 4 ottobre 2022 il gruppo ha tenuto una conferenza stampa a Berlino in cui ha annunciato il titolo dell'album e la relativa tournée mondiale, oltre ad aver rivelato che l'uscita di Memento mori sarebbe avvenuta «verso la fine di marzo» 2023, parallelamente all'inizio del tour.
Il 9 febbraio 2023 è stato pubblicato come primo singolo la terza traccia Ghosts Again, accompagnato nel medesimo giorno da un video musicale diretto da Anton Corbijn; la sua prima esecuzione dal vivo è avvenuta in occasione della serata conclusiva del Festival di Sanremo 2023, nel quale il duo ha presenziato in qualità di super ospiti. Un secondo singolo, la traccia d'apertura My Cosmos Is Mine, è stato diffuso digitalmente il 9 marzo seguente.
Il 5 maggio il duo ha reso disponibile una nuova edizione di Ghosts Again comprensiva di otto remix, mentre il 24 dello stesso mese è stato presentato su YouTube il video di Wagging Tongue, estratto come terzo singolo inizialmente per il mercato italiano e statunitense e in seguito nel resto del mondo insieme a vari remix.
L'11 agosto 2023 è stata pubblicato come quarto singolo Speak to Me, per l'occasione in una versione remixata dal produttore olandese HI-LO. Il 21 settembre seguente è stato diffuso il video per il brano My Favourite Stranger, estratto come singolo il 29 dello stesso mese. Nel 2024 sono stati pubblicati ulteriori due singoli: Before We Drown, accompagnato da un video diretto da Corbijn, e People Are Good.

## Tracce
1. My Cosmos Is Mine – 5:18 (Martin L. Gore)
2. Wagging Tongue – 3:25 (Dave Gahan, Martin L. Gore)
3. Ghosts Again – 3:58 (Martin L. Gore, Richard Butler)
4. Don't Say You Love Me – 3:44 (Martin L. Gore, Richard Butler)
5. My Favourite Stranger – 3:55 (Martin L. Gore, Richard Butler)
6. Soul with Me – 4:15 (Martin L. Gore)
7. Caroline's Monkey – 4:17 (Martin L. Gore, Richard Butler)
8. Before We Drown – 4:08 (Dave Gahan, Peter Gordeno, Christian Eigner)
9. People Are Good – 4:24 (Martin L. Gore)
10. Always You – 4:19 (Martin L. Gore)
11. Never Let Me Go – 4:04 (Martin L. Gore)
12. Speak to Me – 4:37 (Dave Gahan, Christian Eigner, James Ford, Marta Salogni)

## Formazione
Hanno partecipato alle registrazioni, secondo le note di copertina:
Gruppo
- Dave Gahan – voce principale
- Martin Gore – strumentazione, voce, voce principale (traccia 6)

Altri musicisti
- Marta Salogni – programmazione aggiuntiva
- James Ford – sintetizzatore, programmazione, pianoforte, chitarra, basso e pedal steel guitar aggiuntivi, batteria, percussioni, arrangiamento strumenti ad arco aggiuntivo (traccia 4)
- Davide Rossi – arrangiamento strumenti ad arco, violino, violoncello
- Luanne Homzy – violino
- Desiree Hazley – violino
- Christian Eigner – programmazione originale (tracce 8 e 12)
- Peter Gordeno – programmazione originale (traccia 8)

Produzione
- James Ford – produzione
- Marta Salogni – ingegneria del suono, missaggio
- Gregg White – assistenza tecnica (Shangri-La)
- Adrian Hierholzer – registrazione aggiuntiva della voce (Blanco Studio)
- Francine Perry – assistenza al missaggio
- Grace Banks – assistenza al missaggio
- Matt Colton – mastering

## Classifiche

### Classifiche settimanali
| Classifica (2023) | Posizione massima |
| ----------------- | ----------------- |
| Australia         | 36                |
| Austria           | 1                 |
| Belgio (Fiandre)  | 2                 |
| Belgio (Vallonia) | 1                 |
| Canada            | 8                 |
| Croazia           | 1                 |
| Danimarca         | 1                 |
| Finlandia         | 4                 |
| Francia           | 1                 |
| Germania          | 1                 |
| Grecia            | 2                 |
| Irlanda           | 3                 |
| Islanda           | 6                 |
| Italia            | 1                 |
| Lettonia          | 6                 |
| Lituania          | 8                 |
| Norvegia          | 5                 |
| Nuova Zelanda     | 38                |
| Paesi Bassi       | 3                 |
| Polonia           | 2                 |
| Portogallo        | 3                 |
| Regno Unito       | 2                 |
| Repubblica Ceca   | 2                 |
| Slovacchia        | 2                 |
| Spagna            | 2                 |
| Stati Uniti       | 14                |
| Svezia            | 1                 |
| Svizzera          | 1                 |
| Ungheria          | 1                 |

### Classifiche di fine anno
| Classifica (2023) | Posizione |
| ----------------- | --------- |
| Italia            | 59        |
| Portogallo        | 23        |
| Slovacchia        | 7         |
| Spagna            | 61        |
| Ungheria          | 23        |